# Синеморець
Синемо́рець (болг. Синеморец) — село в Бургаській області Болгарії. Входить до складу громади Царево.

## Населення
За даними перепису населення 2011 року у селі проживали 342 особи.
Національний склад населення села:
| Національність   | Кількість осіб | Відсоток |
| ---------------- | -------------- | -------- |
| болгари          | 299            | 89,5%    |
| цигани           | 33             | 9,9%     |
| Всього відповіли | 334            |          |

Розподіл населення за віком у 2011 році:
Динаміка населення: